# Soulier Rouge

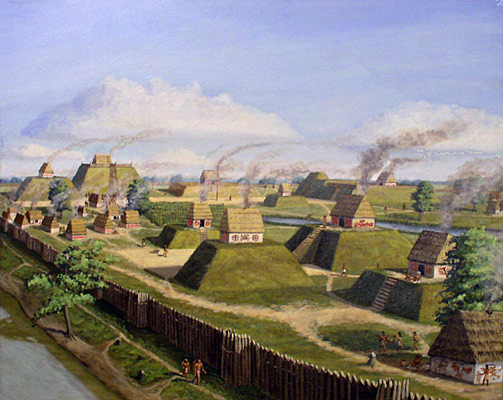
La culture Mississipienne était une culture amérindienne de construction sur monticule prospère dans la vallée du fleuve Mississippi avant l'arrivée des Européens.

Soulier Rouge était le nom donné par les Français au chef indien de la tribu des Chactas, Matahachitoux ou Imataha Tchitou. On l'appelait aussi Shulu-shumon (Shulus-humon = soulier rouge)
Il dirigea la rébellion des Chactas contre les Français avec le soutien des Anglais qui l'appelaient Red Shoes. Pour empêcher la révolte de toute la nation des Chactas et de ses alliés potentiels, il fut vite perçu comme un ennemi de la colonie de la Louisiane. 

## Mort de Soulier Rouge
Vaudreuil a mis un fort prix sur sa tête de sorte que cinq mois plus tard le chef fut tué par des membres de sa propre tribu. 
« Dans la nuit du 22 au 23 juin 1747, non loin du village de Coëntchito, où il va rentrer, il tombe sous les coups de deux jeunes indigènes guidés par un troisième Chactas surnommé La Balafre. »